# Botanophila vicaria
Botanophila vicaria este o specie de muște din genul Botanophila, familia Anthomyiidae. A fost descrisă pentru prima dată de Willi Hennig în anul 1972.
Este endemică în Italia. Conform Catalogue of Life specia Botanophila vicaria nu are subspecii cunoscute.